# 珀斯 (北达科他州)
珀斯（英語：Perth），是美国北达科他州下属的一座城市。根据2010年美国人口普查，该市有人口6人。